# Venuspositionen
Der folgende Artikel behandelt die Konstellationen der Venus, d. h. ihre von der Erde aus gesehenen Positionen relativ zur Sonne und zum Sternenhimmel.

## Positionen relativ zur Sonne

Die Elongationen (Winkelabstände) von Planeten in Bezug auf die Sonne, von der Erde aus gesehen

Die Venus rotiert, wie auch die Erde und alle anderen Planeten unseres Sonnensystems, rechtläufig, d. h. vom Nordpol der Ekliptik aus gesehen im Gegenuhrzeigersinn, um die Sonne. Da sie ein unterer Planet ist und deutlich schneller als die Erde die Sonne umkreist, sehen wir sie immer in gewisser Sonnennähe und, im kontinuierlichen Wechsel, östlich bis westlich von ihr (siehe nebenstehende Grafik):
- In östlicher Elongation sehen wir sie als Abendstern.
- Nach ihrer maximalen östlichen Elongation bewegt sie sich auf die untere Konjunktion zu, wo sie von uns aus gesehen „vor“ der Sonne unsichtbar wird
- Nach der unteren Konjunktion wird sie zum Morgenstern und wandert in ihre maximale westliche Elongation.
- Nach der maximalen westlichen Elongation kommt sie der Sonne wieder (scheinbar) näher und wandert in die obere Konjunktion, wo sie „hinter“ der Sonne unsichtbar wird.
- Schließlich tritt sie wieder, als Abendstern, in östliche Elongation.

Relativ zur Position der Sonne ist die Venus, von der Erde aus gesehen, ab dem Zeitpunkt der größten östlichen Elongation rückläufig, bewegt sich also scheinbar nach Westen, bis sie nach der größten westlichen Elongation wieder rechtläufig wird, also nach Osten wandert. Die maximale Elongation beträgt jeweils etwas über 45°.
Die Grafik deutet auch an, warum der Zeitraum zwischen maximaler östlicher Elongation und unterer Konjunktion (rund 10 Wochen) deutlich kürzer ist als der vorausgegangene zwischen oberer Konjunktion und maximaler östlicher Elongation (über 7 Monate); aus analogen Gründen ist der Zeitraum zwischen unterer Konjunktion und maximaler westlicher Elongation entsprechend kürzer als der nachfolgende bis zur oberen Konjunktion. Dabei ist zu beachten, dass der Abstand zwischen Erde und Venus relativ zu ihrem Abstand zur Sonne noch einmal deutlich kleiner ist als auf der Grafik dargestellt. Deshalb wandern, bei ähnlichem Winkel, die beiden Elongationspunkte noch näher an den der unteren Konjunktion.

### Größte Elongationen
Der maximal mögliche Winkelabstand zur Sonne, den die Venus erreichen kann, beträgt 47,3°. Er wurde zuletzt bei der größten östlichen Elongation am 20. November 1949 erreicht und
wird wieder bei der größten östlichen Elongation am 29. Dezember 2064 erreicht. Der kleinste Wert, den die Venuselongation bei einer größten Elongation betragen kann, ist 45,4°. Er wurde zuletzt bei der größten östlichen Elongation am 4. Juni 2023 erreicht und wird das nächste Mal bei der größten östlichen Elongation am 2. Juni 2031 erreicht.
Der maximal mögliche Winkelabstand zur Sonne bei einer westlichen Elongation beträgt 47°. Er wurde zuletzt bei der größten westlichen Elongation am 6. Januar 2019 erreicht und wird das nächste Mal bei der größten westlichen Elongation am 3. Januar 2027 wieder erreicht. Der kleinste Wert, den die Venuselongation bei einer größten westlichen Elongation betragen kann, beträgt 45,7°. Er wurde zuletzt bei der größten westlichen Elongation am 29. Juni 1929 erreicht und wird das nächste Mal wieder bei der größten westlichen Elongation am 1. August 2060 erreicht.
Da die Exzentrizität und die Lage der Apsiden von Erd- und Venusbahn langfristigen Schwankungen unterliegen, können in ferner Vergangenheit und ferner Zukunft größte Venuselongationen von unter 45,4° und solche von über 47,3° stattgefunden haben bzw. werden.

### Transite und Bedeckungen

Die Neigung der Venusbahn:
Nur am betrachternächsten und -fernsten Punkt (Knoten) liegt sie auf der Ekliptik.

Die Begriffe „vor“ und „hinter“ stehen im obigen Text in Anführungszeichen, da die Venus in der Regel die Sonne nicht genau trifft, sondern nur nah an ihr vorbeiläuft und lediglich der Sonnenhelligkeit wegen unsichtbar wird. Während der unteren Konjunktion tritt, wegen der Neigung der Venusbahn gegenüber der Ekliptik von etwa 3,4°, nur höchst selten ein Venustransit ein, sodass die Venus tatsächlich genau vor der Sonnenscheibe zu sehen ist. Dies kann nur Anfang Juni oder Anfang Dezember stattfinden, wenn die Venus exakt auf der Ekliptik liegt.
Da sich der kalendarische Tag einer unteren Konjunktion von dem der fünftnächsten nur um wenige Tage unterscheidet, folgt auf einen Transit in der Regel ein zweiter im Abstand von 8 Jahren, jedoch wird es nach den Transiten am 8. Juni 2004 und am 6. Juni 2012 über 100 Jahre dauern, bis die Konjunktion auf die Nähe des anderen Schnittpunktes der Venusbahn mit der Ekliptik, den die Venus immer im Dezember erreicht, fällt.
Da die Sonne etwa ein halbes Grad, genauer: 32 (±0,5) Winkelminuten, am Himmel  einnimmt, darf die Venus für einen (mindestens halben) Transit oder eine Bedeckung nur, von der Erde aus gesehen, um etwa 16 Minuten gegenüber der Sonne angehoben oder abgesenkt sein. Drückt man die absolute Anhebung/Absenkung durch jeweils den Tangens des gegenüberliegenden Winkels aus und berücksichtigt, dass für kleine Winkel der Winkel und sein Tangens übereinstimmen, darf für einen Transit die Venus relativ zur Sonne nur um maximal 16'×(0,277 AE)÷(0,723 AE) ≈ 6,13 Minuten angehoben sein (wobei man für eine komplette Bedeckung in der Rechnung von den 16 Minuten den Venusradius von einer halben Minute abziehen müsste, für eine streifende Bedeckung hingegen dazuzählen). Für eine Bedeckung, wo die scheinbare Venusgröße ohnehin vernachlässigbar ist (½'×0,277÷1,723 ≈ 0,08'), sind es 16'×(1,723 AE)÷(0,723 AE) ≈ 38 Minuten. Daher ist eine Bedeckung in etwa so wahrscheinlich wie eine untere Konjunktion mit Mittelpunktswinkel kleiner 16'×1,723÷0,277 ≈ 1,66°. Ein solcher Winkel wird nicht nur genau zwischen zwei Transiten erreicht, sondern auch 8 Jahre später/früher, 16 Jahre später/früher etc.
So finden bereits seit dem 18. Juni 1976 (partielle Bedeckung) alle acht Jahre Junibedeckungen statt, die erst, dann als Spätmai-Bedeckung, nach dem 28. Mai 2048 ein Ende haben werden. Die nächsten Dezembertransite am 11. Dezember 2117 und am 8. Dezember 2125 werden schließlich ab dem 17. Dezember 2089 durch achtjährliche Dezemberbedeckungen angekündigt, die erst am 30. November 2145 enden.
Eine Hilfsregel ist die, dass relativ zur Sonne rund um einen Junitransit die Venus alle 8 Jahre gegenüber der Transitposition um etwa 20 Minuten abgesenkt wird. Rund um die zwischen beiden Transiten stattfindende Bedeckung wird in der oberen Konjunktion die Venus daher alle 8 Jahre um 20'×0,277÷1.723 ≈ 3,2' abgesenkt. In das Intervall ±16' passen im Regelfalle zehn solche Sprünge, wie etwa die zwischen 1976 und 2048. Rund um einen Dezembertransit wird die Venus angehoben und die Anhebung beträgt sogar ungefähr 24 Minuten, also rund 20 % mehr. Dadurch kommt es im Regelfalle nur zu acht Bedeckungen, so z. B. die zwischen 2089 und 2145.

## Positionen relativ zum Sternenhimmel

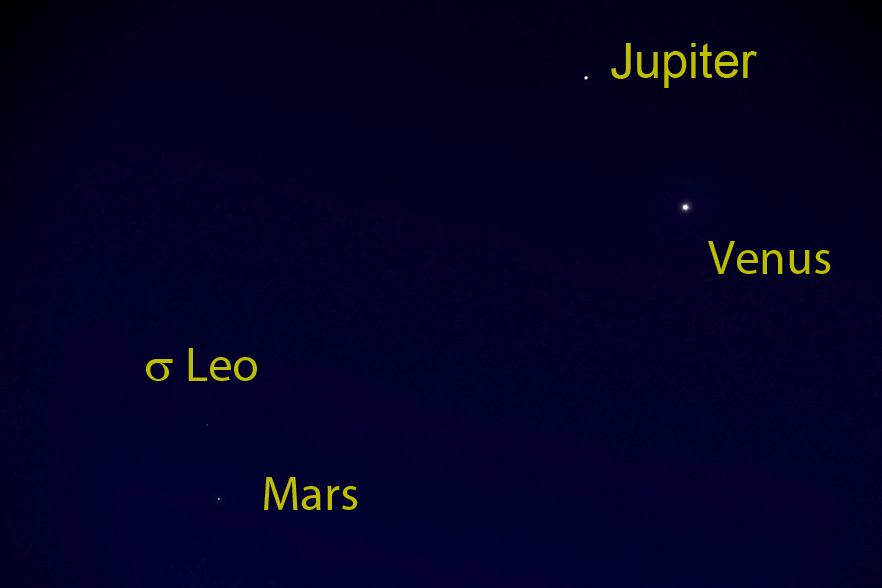
Venus am 26. Oktober 2015 bei ihrer größten westlichen Elongation am südöstlichen Himmel im Sternbild Löwe in großer Nähe zu Jupiter und Mars. Helligkeiten: Venus: −4,5 mag, Jupiter: −1,8 mag, Mars: +1,8 mag, Leo: +4,1 mag

Relativ zur Sonne wandert die Venus, wie oben dargestellt, immer jeweils einen halben Zyklus lang nach(/im) Osten und einen halben nach(/im) Westen; im Mittel ist sie daher relativ zu ihr stationär. Bezogen auf den Sternenhimmel wandert die Venus indes, wie auch die Sonne, pro Jahr im Mittel 360°, also rund 1° pro Tag, nach Osten. Zum Zeitpunkt der unteren Konjunktion wandert sie allerdings, analog zur Planetenschleife der oberen Planeten, im Sternenhimmel nach Westen. Dies liegt daran, dass die schnellere Venus die Erde auf der Innenbahn „überholt“. Die Rückläufigkeit gegenüber dem Sternenhimmel beginnt gut 3 Wochen vor der unteren Konjunktion und endet knapp 3 Wochen nach dieser. In diesem Zeitraum ist der Sternenhimmel hinter der Venus schwer sichtbar, da der Planet bereits während bzw. kurz vor (Morgenstern) oder nach (Abendstern) der Dämmerung den nicht mehr oder noch nicht vollständig abgedunkelten sichtbaren Himmel betritt bzw. verlässt.

## Helligkeit

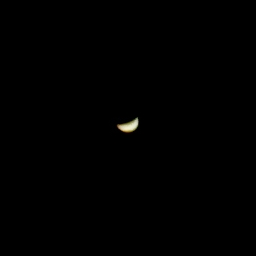
Die Venussichel am westlichen Abendhimmel im hellsten Glanz zirka fünf Wochen vor der unteren Konjunktion

Ihre maximale scheinbare Helligkeit von etwa −4,8 mag (schwankend zwischen −4,9 und −4,7 mag) erreicht die Venus jeweils etwa fünf Wochen nach der maximalen östlichen Elongation und fünf Wochen vor der maximalen westlichen Elongation, jeweils gut einen Monat vor beziehungsweise nach der unteren Konjunktion. Zu diesen Zeitpunkten sehen wir zwar weniger direkt angestrahlte Venusfläche als bei maximaler Elongation, jedoch ist der Planet der Erde dann näher.
Der Planet ist jedoch bei maximaler Elongation mit etwa −4,5 mag kaum weniger hell und ist dann auch noch vor einem dunkleren Himmel zu sehen, so dass unter Umständen auch das Sternbild hinter ihm sichtbar wird.

## Sichtbarkeit
Die Länge der Sichtbarkeit der Venus pro Dämmerung und Nacht ist sehr stark von der Jahreszeit abhängig. Bei maximaler Elongation liegt der Abendstern rund 45° östlich der Sonne und hat so in etwa eine Bahn am Himmel, wie sie die Sonne erst 1,5 Monate später haben wird. Deshalb verläuft seine Bahn in der Periode, wo die Tage länger werden (Dezember bis Mai), oberhalb der der Sonne und der Planet ist entsprechend lange am Abendhimmel sichtbar – besonders dann, wenn die Taglängen rasant zunehmen (Januar bis April). Werden die Tage hingegen kürzer, steht der Planet unterhalb der Sonne und die Sichtbarkeit verkürzt sich. Aus analogen Gründen liegt die Bahn des Morgensterns bei hoher Elongation in der Periode, in der die Tage kürzer werden (Juni bis November) oberhalb der der Sonne und der Planet bleibt lange sichtbar, während er im Frühjahr unterhalb steht.
Überlagert werden diese Phänomene jedoch von der Neigung der Venusbahn gegenüber der Ekliptik. Ihrer wegen wird die Venus im Frühjahr zusätzlich angehoben und im Herbst abgesenkt. Das führt dahin, dass der Abendstern im Spätsommer und im frühen Herbst ganz besonders kurz sichtbar ist, da er dann sowieso schon stark abgesenkt ist. Beim Morgenstern hingegen wird die ganz besonders kurze Sichtbarkeit im Frühjahr etwas verlängert.
Die maximale Anhebung der Venus bei unterer Konjunktion beträgt 8,8* und wird z. B. in den März- und Endfebruarkonjunktionen zwischen dem 11. März 2065 und dem 28. Februar 2105 angenommen (6. März 2081 und 3. März 2089: 8,84°); bei der nächsten Märzkonjugation, am 23. März 2025, werden 8,41° erreicht. Die 8,8° errechnen sich aus den 3,4° maximaler Anhebung der Venus gegenüber der Ekliptik, wenn man berücksichtigt, dass die absolute Anhebung der Venus einerseits der Tangens aus 3,4° mal der Entfernung der Venus zur Sonne von 0,723 AE ist und andererseits der Tangens des Anhebungswwinkels relativ zur Erde mal der Venus-Nahentfernung von 0,277 AE. Im März ist die Venus nah der unteren Konjunktion (Jahre 2017, 2025 etc.) bei uns doppelsichtig und kann sowohl am Morgen- als auch am Abendhimmel kurz gesehen werden. Auf der Südhalbkugel ist sie es bei unterer Konjunktion im August (2015, 2023 etc.).

### Zyklische Sichtbarkeit

Das Venuspentagramm. Die Verteilung der Positionen der unteren Konjunktionen der Venus am Himmel in den Jahren 2020 bis 2028

Die Umlaufzeiten um die Sonne von Erde und Venus haben ziemlich exakt das Zahlenverhältnis 13:8, was heißt, dass nach 8 Erdumläufen (=Erdenjahren) die Venus bereits 13 hinter sich hat. Das bedeutet wiederum, dass die Venus insgesamt 5-mal die Erde überholt hat, was wir als untere Konjunktion wahrnehmen.
Legt man die aktuellen, über 8 Jahre verteilten fünf Venuszyklen bzw. die kommenden zugrunde, so kann man für ein Pentagon mit je fünf maximalen westlichen Elongationen, unteren Konkunktionen und maximalen westlichen Elongationen die Zeiträume, die die Venus ohne Sonne bei maximaler Elongation am Himmel verbringt, ermitteln. Diese Zyklen werden von den vorausgegangenen und den nachfolgenden Zyklen nur um wenige Tage abweichen, sodass man sich auf Jahrzehnte auf die real möglichen Sichtbarkeiten einstellen kann. Möchte man dieses hingegen für zehn möglichst äquidistante Punkte im Jahr wissen, muss man weit zurück- oder vorausgehen. Das Pentagon der Venuskonstellationen wandert im Schnitt in 243 Jahren um 72°, sodass wieder die exakte Ursprungskonstellation erreicht ist. Geht man nur 121,5 Jahre zurück, so erhält man in einem 8-Jahres-Zeitraum fünf weitere Konstellationen, die genau zwischen den aktuellen liegen. Diese 121,5 Jahre sind auch der durchschnittliche Zeitraum, nach dem sich Venustransite wiederholen, da bereits nach Drehung um 36° wieder ein Knoten erreicht wird, und zwar der gegenüberliegende.

### Tabelle von Sichtbarkeiten im Jahresverlauf
Die nachfolgende Tabelle enthält sowohl die fünf Zyklen ab Oktober 2021 als auch die fünf Zyklen ab April 1900, nach Kalendermonaten geordnet. Sie lässt sich auch in den Elongationsspalten von Januar bis Dezember aufsteigend ordnen und deutet an, wie sich die Zeiträume der Sichtbarkeiten je Nacht auf die verschiedenen Jahreszeiten verteilen. Sie bezieht sich auf einen Punkt nahe der Dortmunder Innenstadt mit den besonders einfachen Koordinaten 51,5° nördliche Breite und 7,5° östliche Länge (Koordinatenlink). Dort erreicht die Sonne zur Kulmination eine Frühlings- und Herbst-Höhe von (90°− 51,5°) = 38,5°, eine maximale im Sommer von 62° und eine minimale im Winter von 15° (38,5° ± 23,5° Neigung der Erdachse gegenüber der Ekliptik). Die Kulminationshöhen von Sonne (mittags) und Venus sind jeweils mit eingetragen; ihr Verhältnis ist ursächlich für die Länge der Sichtbarkeitszeiträume.
Alle Uhrzeiten, auch die im Winter, beziehen sich auf die Sommerzeit. Daher steht, der östlichen Länge des Standorts von exakt 1/48 eines Jahreskreises wegen, die Sonne stets exakt um 13:30 Uhr im Süden.
| Größte O-Elongation | Sonnen- unterg. | Venus- unterg. | Zeit- differenz | Sonne max. | Venus max. | Untere Konjunktion | Größte W-Elongation | Venus- aufgang | Sonnen- aufgang | Zeit- differenz | Sonne max. | Venus max. |
| ------------------- | --------------- | -------------- | --------------- | ---------- | ---------- | ------------------ | ------------------- | -------------- | --------------- | --------------- | ---------- | ---------- |
| 29. Okt. 2021       | 18:09           | 19:54          | 1 h 45'         | 25,0°      | 11,5°      | 09. Jan. 2022      | 20. Mrz. 2022       | 05:53          | 07:32           | 1 h 39'         | 38,5°      | 23,5°      |
| 05. Dez. 1901       | 17:17           | 20:38          | 3 h 21'         | 16,0°      | 16,1°      | 14. Feb. 1902      | 26. Apr. 1902       | 06:56          | 06:14           | 1 h 18'         | 51,9°      | 34,3°      |
| 10. Jan. 2025       | 17:43           | 22:04          | 4 h 21'         | 16,5°      | 29,2°      | 23. Mrz. 2025      | 01. Jun. 2025       | 03:44          | 05:18           | 1 h 34'         | 60,5°      | 46,2°      |
| 15. Feb. 1905       | 18:45           | 23:13          | 4 h 28'         | 25,8°      | 45,1°      | 27. Apr. 1905      | 06. Jul. 1905       | 02:50          | 05:19           | 2 h 29'         | 61,1°      | 55,3°      |
| 22. Mrz. 2028       | 19:48           | 00:24          | 4 h 36'         | 38,9°      | 58,2°      | 01. Jun. 2028      | 10. Aug. 2028       | 02:30          | 06:08           | 3 h 38'         | 53,5°      | 58,6°      |
| 29. Apr. 1900       | 20:43           | 01:12          | 4 h 29'         | 53,1°      | 65,3°      | 08. Jul. 1900      | 17. Sep. 1900       | 02:49          | 07:00           | 4 h 11'         | 40,3°      | 54,4°      |
| 04. Jun. 2023       | 21:40           | 00:58          | 3 h 18'         | 60,9°      | 61,5°      | 13. Aug. 2023      | 24. Okt. 2023       | 03:47          | 08:08           | 4 h 21'         | 26,9°      | 44,8°      |
| 10. Jul. 1903       | 21:46           | 23:41          | 1 h 55'         | 60,7°      | 49,3°      | 17. Sep. 1903      | 28. Nov. 1903       | 04:40          | 09:08           | 4 h 28'         | 17,1°      | 32,6°      |
| 15. Aug. 2026       | 20:52           | 22:02          | 1 h 10'         | 52,9°      | 34,4°      | 24. Okt. 2026      | 03. Jan. 2027       | 05:38          | 09:35           | 3 h 57'         | 15,7°      | 22,7°      |
| 20. Sep. 1906       | 19:35           | 20:37          | 1 h 02'         | 39,3°      | 19,3°      | 30. Nov. 1906      | 09. Feb. 1907       | 06:12          | 08:56           | 2 h 44'         | 24,0°      | 18,8°      |

Wir erkennen, dass die Venus bei maximaler Elongation etwa anderthalb Monate vor unserer Sommersonnenwende am höchsten am Abendhimmel steht. Das erklärt sich daraus, dass wir sie aus der Perspektive sehen, aus der wir anderthalb Monate (entspricht 45°) die Sonne sehen werden. Die Länge der Sichtbarkeit ist hier jedoch auch bereits in den Monaten vorher (Februar bis April) ähnlich gut, da die Venus dann zwar niedriger steht, die Sonne allerdings ebenfalls. Richtig kurz wird die Sichtbarkeit am Abendhimmel im September, da die Sonne zwar noch durchschnittliche Mittagshöhen hat, die Venus allerdings schon spätherbstliche.
Am Morgenhimmel ist es umgekehrt, was den absoluten Venusstand mittags anbelangt: Die Venus steht anderthalb Monate nach der Sommersonnenwende besonders hoch. Allerdings folgen die Wochen längster Sichtbarkeit deutlich später, da die Sonne selber noch recht hoch steht und erst im Frühherbst rasant an Höhe verlieren wird. Mitte April schließlich hat die Venus noch einen Wintersonnenstand von Anfang März, während Taglänge und Mittagssonnenstand drastisch gewachsen sind.
An der Kulminationshöhe der Venus am 28. April 1900 von 65,3° (in der Tabelle fett markiert) zeigt sich der Einfluss der Bahnneigung der Venus: Sie steht im Süden höher als die Sonne in Dortmund stehen kann, da sie gegenüber der Ekliptik angehoben ist (höchste Anhebung ist Anfang März). Umgekehrt Analoges gilt für den 29. Oktober 2021, wo die Venus zur Kulmination gerade einmal 11,5° hoch steht (ebenfalls fett markiert), was tiefer ist, als es der Sonne hier mittags möglich wäre, da sie gegenüber der Ekliptik abgesenkt ist (größte Absenkung ist Anfang September). Dadurch wird auch die Abendsichtbarkeit im Frühling etwas verlängert und die im Herbst etwas verkürzt.
In der westlichen Elongation ist das Phänomen entgegengesetzt, da die Venus hier in dem Zeitraum, wo sie am höchsten steht (im August), gegenüber der Ekliptik abgesenkt ist und dort, wo sie am niedrigsten steht (im Februar), angehoben. Deshalb schwanken die Morgensichtbarkeiten der Venus etwas weniger als die Abendsichtbarkeiten.
Aussagekraft für andere Orte
Auch für andere Orte im deutschsprachigen Raum lassen sich aus der Tabelle Aussagen gewinnen:
- Bern liegt in etwa am selben Längengrad wie Dortmund, aber 4,5 Breitengrade südlicher (47°). Dadurch fallen die Höchststände jeweils um 4,5° höher aus und die Differenzen in der Sichtbarkeit werden merklich gepuffert. So ging dort am 20. September 1906 die Sonne um 19:31 Uhr unter und die Venus um 20:49 Uhr, wodurch sich die Sichtbarkeit der Venus um 17 Minuten auf 1 h 18' verlängerte. Am 21. März 2028 hingegen wird dort die Sonne um 18:41 untergehen und die Venus um 23:00, was die Sichtbarkeit um 17 Minuten auf 4 h 18' verkürzt.
- Göttingen und Halle (Saale) liegen 2,5° bzw. 4,5° östlicher als Dortmund, was lediglich die absoluten Zeiten um 10 bzw. 18 Minuten vorverlegt.
- Hamburg liegt zweieinhalb Längengrade östlicher, was, analog zu Göttingen, die Zeiten um 10 Minuten vorverlegt. Da die Hansestadt jedoch auch noch 2 Breitengrade nördlicher (53,5°) liegt, fallen die Unterschiede noch einmal größer aus. Am 20. September 1906 ging dort die Sonne um 19:22 unter und die Venus um 20:14, was die Sichtbarkeit um 9 Minuten auf nur noch 52 Minuten verkürzte. Am 21. März 2028 hingegen wird dort die Sonne um 18:32 unter- und die Venus um 23:16 aufgehen, was die Sichtbarkeit um 9 Minuten auf 4:44 verlängert.
- Berlin liegt im Breitengrad (52,5°) zwischen Hamburg und Dortmund, liegt also auch in den Effekten etwa dazwischen. Die Zeiten liegen im Vergleich zu Dortmund der östlicheren Lage wegen um 24 Minuten früher.
- Wien liegt nicht ganz so südlich wie Bern (auf 48,2°) und hat eine etwas abgeschwächtere Pufferung. Die Zeiten verlagern sich allerdings durch die Lage im Osten jeweils um 36 Minuten nach vorne.
- München hat einer ähnlich südlichen Lage wegen vergleichbare Sichtbarkeitszeiträume wie Wien, liegt jedoch westlicher, was die Zeiten gegenüber Dortmund nur um 16 Minuten vorverlegt
- Innsbruck (47,3°) ist im Effekt mit dem nur wenig südlicheren Bern zu vergleichen, liegt jedoch zeitlich etwa wie München, also 16 Minuten früher.

Geht man sehr weit nach Norden, ist die Venus bei maximaler östlicher Elongation und Niedrigstand gegenüber der Sonne nur noch extrem kurz zu sehen. In Oslo (etwa 60. Breitengrad) ging z. B. am 20. September 1906 die Sonne um 19:21 unter und die Venus um 19:37, was kaum mehr als eine Viertelstunde Sichtbarkeit hinterließ.

### Rekordtage
Als Abendstern
Die aktuellen westlichen Elongationen im Frühling (z. B. 24. März 2020) haben sehr lange Venusabende (derzeit 4 h 36′) und werden, von einem Achtjahreszyklus zum nächsten, kürzer. Geht man entsprechend zurück, findet man ein Längenmaximum von 4 h 40′ am 8. April 1972. Diese Abendlänge wird auch am 11. April 2215 erreicht werden, wenn sich die aktuellen Frühsommerelongationen (z. B. 4. Juni 2023; 3 h 18′) nach vielen Achtjahreszyklen vorverlegt haben werden. Die Sichtbarkeit setzt an diesen Abenden bereits zwei Minuten vor dem Sonnenuntergang ein und endet etwa fünf Minuten vor dem Untergang des Planeten, ist also mit 4 h 37′ nur wenig kürzer.
Den kürzestmöglichen Venusabend findet man, wenn man von den derzeitigen Spätsommerelongationen (z. B. 17. August 2018; 1 h 09′) entsprechend zurückgeht, am 11. September 1938, wo der Venus nach Sonnenuntergang nur noch 60,5 Minuten am Abendhimmel verblieben, wovon der Planet etwa 54 Minuten sichtbar war. Am 12. September 2181, nach vielfacher Wiederkehr der derzeitigen Spätherbstelongationen (z. B. 29. Okt. 2021; 1 h 45′), wird der Venusabend mit 61,3 Minuten kaum länger sein (55 Minuten sichtbar).
Als Morgenstern
Geht man von den derzeitigen Herbstelongationen (z. B. 24. Okt. 2023; 4 h 21′) um hinreichend viele Achtjahreszyklen zurück, findet man vom 30. November 1895 bis zum 19. November 1935 sechsmal in Folge 4 h 28′ lange Venusmorgen während der maximalen westlichen Spätherbstelongation. Geht man von den aktuellen Winterelongationen (z. B. 6. Jan. 2019; 3 h 54′) um sehr viele Achtjahreszyklen in die Zukunft, erhält man vom 2. Dezember 2138 bis zum 17. November 2186 sieben Venusmorgen, die mit 4 h 27′ nur um eine Minute kürzer sind.
Der letzte kürzestmögliche Venusmorgen findet sich am 29. April 1886, sehr viele Achtjahreszyklen vor den derzeitigen Frühlingselongationen (z. B. 20. März 2022; 1 h 39′) mit 77,5 Minuten = 1 h 17,5′. Nur wenig länger wird mit 78,7 Minuten = 1 h 17,5′ auch der Venusmorgen am 1. Mai 2129, viele Achtjahreszyklen hinter der derzeitigen Frühsommerelongationen (z. B. 3. Juni 2017; 1 h 36 ′), sein.

## Tabelle der Venuspositionen von 2000 bis 2040
In der folgenden Tabelle sind die speziellen Konstellationen der Venus seit 2000 angegeben. Recht- und Rückläufigkeit beziehen sich hier auf den Sternenhimmel. Die Daten der Venustransite im Juni 2004 und im Juni 2012 sind fett dargestellt, die der Venusbedeckung dazwischen wie die der darauffolgenden kursiv.
Der neben dem Datum der unteren Konjunktion angegebene Mittelpunktswinkel trägt ein Minuszeichen, wenn die Venus südlich der Sonne steht. Hohe Pluswerte, wie sie vor allem von Februar bis April vorkommen, bedeuten, dass die Venus, von der Nordhalbkugel aus gesehen, höher als die Sonne steht – was auf den Zeitraum der Sichtbarkeit aber nur einen marginalen Einfluss hat (siehe Anmerkung unterhalb der Tabelle oben). Um den 7. März ist gewissermaßen „Sommervenuswende“ (die Venus hat relativ zur Sonne ihren höchsten Stand), während um den 7. September „Wintervenuswende“ ist (Venus steht unterhalb der Sonne). Die typischen Transitzeitpunkte liegen genau dazwischen im Dezember und im Juni. Da die Sonnenscheibe etwa ein halbes Grad, genauer: 32 Minuten einnimmt und die Venus nur etwa eine, kommt es in etwa zu einem Transit, wenn der Mittelpunktswinkel weniger als 16,5 Minuten beträgt. Die Stundenzahlen zu den maximalen Elongationen beschreiben, wie lange die Venus nach Sonnenuntergang (östliche) oder vor Sonnenaufgang (westliche) am Himmel verbleibt. Der tatsächliche Sichtbarkeitszeitraum weicht hiervon bei der Venus, anders als beim Merkur, nur minimal ab.
Die Werte beziehen sich auf 51,5° nördliche Breite (Dortmund, Göttingen, Halle (Saale)) und das Datum sich gegebenenfalls auf Dortmund (oder Bern; 7,5° östliche Länge). Der letzte, im 20. Jahrhundert liegende Zyklus endete mit der Bedeckung zur oberen Konjunktion vom 11. Juni 2000.
| Größte östliche Elongation | Größte östliche Elongation | Größte östliche Elongation | maximale Helligkeit | Stationär, dann rückläufig | Untere Konjunktion | Untere Konjunktion | Stationär, dann rechtläufig | maximale Helligkeit | Größte west- liche Elongation | Größte west- liche Elongation | Größte west- liche Elongation | Obere Konjunktion |
| -------------------------- | -------------------------- | -------------------------- | ------------------- | -------------------------- | ------------------ | ------------------ | --------------------------- | ------------------- | ----------------------------- | ----------------------------- | ----------------------------- | ----------------- |
| 17. Jan. 2001              | 47,1°                      | 4 h 24′                    | 26. Feb. 2001       | 09. März 2001              | 30. März 2001      | +8,0°              | 20. April 2001              | 29. April 2001      | 08. Juni 2001                 | 44,8°                         | 1 h 42′                       | 14. Jan. 2002     |
| 22. Aug. 2002              | 46,0°                      | 1 h 06′                    | 01. Okt. 2002       | 10. Okt. 2002              | 31. Okt. 2002      | −5,7°              | 21. Nov. 2002               | 2. Dez. 2002        | 11. Jan. 2003                 | 47,0°                         | 3 h 45′                       | 18. Aug. 2003     |
| 29. März 2004              | 46,0°                      | 4 h 38′                    | 03. Mai. 2004       | 18. Mai. 2004              | 08. Juni 2004      | 0−10,6′            | 30. Juni 2004               | 13. Juli 2004       | 17. Aug. 2004                 | 45,8°                         | 3 h 48′                       | 31. März 2005     |
| 03. Nov. 2005              | 47,1°                      | 1 h 56′                    | 12. Dez. 2005       | 24. Dez. 2005              | 13. Jan. 2006      | +5,5°              | 3. Feb. 2006                | 14. Feb. 2006       | 25. März 2006                 | 46,5°                         | 1 h 34′                       | 27. Okt. 2006     |
| 09. Juni 2007              | 45,4°                      | 3 h 05′                    | 14. Juli 2007       | 27. Juli 2007              | 18. Aug. 2007      | −8,0°              | 08. Sep. 2007               | 23. Sep. 2007       | 28. Okt. 2007                 | 46,5°                         | 4 h 23′                       | 09. Juni 2008     |
|                            |                            |                            |                     |                            |                    |                    |                             |                     |                               |                               |                               |                   |
| 14. Jan. 2009              | 47,1°                      | 4 h 23′                    | 19. Feb. 2009       | 06. März 2009              | 27. März 2009      | +8,2°              | 17. April 2009              | 29. April 2009      | 05. Juni 2009                 | 45,9°                         | 1 h 40′                       | 11. Jan. 2010     |
| 20. Aug. 2010              | 46,0°                      | 1 h 07′                    | 27. Sep. 2010       | 08. Okt. 2010              | 29. Okt. 2010      | −6,0°              | 18. Nov. 2010               | 02. Dez. 2010       | 08. Jan. 2011                 | 47,0°                         | 3 h 48′                       | 16. Aug. 2011     |
| 27. März 2012              | 46,0°                      | 4 h 37′                    | 30. April 2012      | 15. Mai. 2012              | 06. Juni 2012      | 00+9,3′            | 27. Juni 2012               | 10. Juli 2012       | 15. Aug. 2012                 | 45,8°                         | 3 h 45′                       | 28. März 2013     |
| 01. Nov. 2013              | 47,1°                      | 1 h 52′                    | 10. Dez. 2013       | 20. Dez. 2013              | 11. Jan. 2014      | +5,2°              | 31. Jan. 2014               | 11. Feb. 2014       | 22. März 2014                 | 46,6°                         | 1 h 36′                       | 25. Okt. 2014     |
| 06. Juni 2015              | 45,4°                      | 3 h 13′                    | 12. Juli 2015       | 25. Juli 2015              | 15. Aug. 2015      | −7,8°              | 06. Sep. 2015               | 20. Sep. 2015       | 26. Okt. 2015                 | 46,4°                         | 4 h 22′                       | 06. Juni 2016     |
|                            |                            |                            |                     |                            |                    |                    |                             |                     |                               |                               |                               |                   |
| 12. Jan. 2017              | 47,1°                      | 4 h 22′                    | 18. Feb. 2017       | 04. März 2017              | 25. März 2017      | +8,3°              | 15. April 2017              | 26. April 2017      | 03. Juni 2017                 | 45,9°                         | 1 h 36 ′                      | 09. Jan. 2018     |
| 17. Aug. 2018              | 45,8°                      | 1 h 09′                    | 23. Sep. 2018       | 05. Okt. 2018              | 26. Okt. 2018      | −6,3°              | 16. Nov. 2018               | 01. Dez. 2018       | 06. Jan. 2019                 | 47,0°                         | 3 h 54′                       | 14. Aug. 2019     |
| 24. März 2020              | 46,1°                      | 4 h 36′                    | 02. Mai. 2020       | 13. Mai. 2020              | 03. Juni 2020      | 0+29,2′            | 25. Juni 2020               | 5. Juli 2020        | 13. Aug. 2020                 | 45,8°                         | 3 h 42′                       | 26. März 2021     |
| 29. Okt. 2021              | 47,0°                      | 1 h 45′                    | 09. Dez. 2021       | 19. Dez. 2021              | 09. Jan. 2022      | +4,9°              | 29. Jan. 2022               | 07. Feb. 2022       | 20. März 2022                 | 46,6°                         | 1 h 39′                       | 22. Okt. 2022     |
| 04. Jun 2023               | 45,4°                      | 3 h 18′                    | 12. Juli 2023       | 23. Juli 2023              | 13. Aug. 2023      | −7,7°              | 04. Sep. 2023               | 14. Sep. 2023       | 24. Okt. 2023                 | 46,4°                         | 4 h 21′                       | 04. Jun 2024      |
|                            |                            |                            |                     |                            |                    |                    |                             |                     |                               |                               |                               |                   |
| 10. Jan. 2025              | 47,2°                      | 4 h 21′                    | 19. Feb. 2025       | 02. März 2025              | 23. März 2025      | +8,4°              | 13. April 2025              | 22. April 2025      | 01. Juni 2025                 | 45,9°                         | 1 h 34′                       | 06. Jan. 2026     |
| 15. Aug. 2026              | 45,9°                      | 1 h 10′                    | 24. Sep. 2026       | 03. Okt. 2026              | 24. Okt. 2026      | −6,5°              | 14. Nov. 2026               | 25. Nov. 2026       | 03. Jan. 2027                 | 47,0°                         | 3 h 57′                       | 12. Aug. 2027     |
| 22. März 2028              | 46,1°                      | 4 h 36′                    | 30. April 2028      | 10. Mai. 2028              | 01. Juni 2028      | 0+49,1′            | 23. Juni 2028               | 03. Juli 2028       | 10. Aug. 2028                 | 45,8°                         | 3 h 38′                       | 23. März 2029     |
| 27. Okt. 2029              | 47.0°                      | 1 h 41′                    | 07. Dez. 2029       | 17. Dez. 2029              | 06. Jan. 2030      | +4,5°              | 26. Jan. 2030               | 05. Feb. 2030       | 18. März 2030                 | 46,6°                         | 1 h 41′                       | 20. Okt. 2030     |
| 02. Juni 2031              | 45,4°                      | 3 h 23′                    | 10. Juli 2031       | 20. Juli 2031              | 11. Aug. 2031      | −7,5°              | 01. Sep. 2031               | 12. Sep. 2031       | 21. Okt. 2031                 | 46,4°                         | 4 h 21′                       | 02. Juni 2032     |
|                            |                            |                            |                     |                            |                    |                    |                             |                     |                               |                               |                               |                   |
| 07. Jan. 2033              | 47,2°                      | 4 h 18′                    | 17. Feb. 2033       | 27. Feb. 2033              | 20. März 2033      | +8,5°              | 10. April 2033              | 19. April 2033      | 29. Mai. 2033                 | 45,9°                         | 1 h 32′                       | 04. Jan. 2034     |
| 12. Aug. 2034              | 45,9°                      | 1 h 12′                    | 21. Sep. 2034       | 30. Sep. 2034              | 21. Okt. 2034      | −6,8°              | 11. Nov. 2034               | 22. Nov. 2034       | 01. Jan. 2035                 | 46,9°                         | 4 h 02′                       | 09. Aug. 2035     |
| 20. März 2036              | 46,2°                      | 4 h 36′                    | 27. April 2036      | 08. Mai. 2036              | 30. Mai. 2036      | +1,1°              | 20. Juni 2036               | 30. Juni 2036       | 08. Aug. 2036                 | 45,8°                         | 3 h 35′                       | 21. März 2037     |
| 25. Okt. 2037              | 47,4°                      | 1 h 37′                    | 04. Dez. 2037       | 14. Dez. 2037              | 04. Jan. 2038      | +4,1°              | 24. Jan. 2038               | 02. Feb. 2038       | 15. März 2038                 | 46,6°                         | 1 h 45′                       | 18. Okt. 2038     |
| 30. Mai. 2039              | 45,4°                      | 3 h 25′                    | 07. Juli 2039       | 18. Juli 2039              | 08. Aug. 2039      | −7,4°              | 30. Aug. 2039               | 10. Sep. 2039       | 19. Okt. 2039                 | 46,4°                         | 4 h 20′                       | 31. Mai. 2040     |
|                            |                            |                            |                     |                            |                    |                    |                             |                     |                               |                               |                               |                   |

Da die Venus durchschnittlich in 243 Jahren um genau 72° wandert, sind dies für einen 8-Jahres-Zeitraum 2,37°, was 2,405 Tagen entspricht. Entsprechend liegt eine ihrer Positionen nach 8 Jahren und fünf Zyklen um 2 bis 3 Tage früher.